# Day Breaks
Albums de Norah Jones
Foreverly
(2013) Spotify Singles
(2017)
Singles
1. Carry On
Sortie : 5 août 2016
2. Flipside
Sortie : 28 novembre 2016
3. Tragedy
Sortie : 3 octobre 2016

Day Breaks est le sixième album studio de la chanteuse américaine Norah Jones, sortie le 7 octobre 2016 chez Blue Note Records.
L'album comprend neuf chansons originales et trois reprises. Norah Jones est revenue à son style au piano comme au début de sa carrière. Il s'est notamment classé à la deuxième place du Billboard 200 aux États-Unis, devenant le sixième album de la chanteuse à atteindre le top 10. Day Breaks a reçu des avis positifs de la part des critiques musicaux, dont beaucoup ont fait l'éloge de la production de l'album et la voix de Norah Jones, le comparant à son premier album Come Away with Me. La chanteuse a fait la promotion de l'album avec des performances télévisées et des interviews.

## Contexte et enregistrement
Huit chansons de l'album ont été composées ou coécrites par Norah Jones : composée au piano, elle a conçu l'album comme un retour au son de son premier album de 2002, Come Away with Me. L'album a été coproduit par Jones et Eli Wolf, avec la participation du batteur Brian Blade, de l'organiste Dr. Lonnie Smith et du saxophoniste Wayne Shorter,. Jones explique que les chansons ont été composées en puisant dans les influences de la musique jazz et qu'elles ont été enregistrées en direct sans aucune surimpression,.
Trois reprises figurent sur Day Breaks : Peace, de Horace Silver (enregistrée pour la première fois par Jones en 2001), Fleurette africaine, de Duke Ellington et Don't Be Denied de Neil Young, dont les paroles ont été remaniées à la troisième personne par Jones. L'album comprend également Sleeping Wild, écrit par Sarah Oda, qui a coécrit trois autres titres de l'album et l'a également coproduit.
Avant la sortie de l'album, le 7 octobre 2016, trois singles de l'album sont sortis pour le promouvoir. Le premier étant Carry On, sorti le 5 août 2016. Les singles qui ont suivi sont Flipside et Tragedy,.

## Promotion
Jones a interprété des chansons de Day Breaks dans les émissions The Tonight Show Starring Jimmy Fallon et The Today Show. Elle a parlé de l'album dans l'émission Tavis Smiley du Public Broadcasting Service le 14 octobre 2016. Elle a également participé à l'émission The Late Show with Stephen Colbert et a interprété sa reprise de Peace de Horace Silver, tirée de l'album. Pour promouvoir davantage l'album, Jones s'est lancée dans la tournée Daybreaks World Tour.

## Réception

### Accueil critique
Day Breaks a reçu une note moyenne de 77 sur 100 par 10 critiques sur Metacritic, indiquant « des critiques généralement favorables ». Stephen Thomas Erlewine de AllMusic a noté l'album quatre étoiles sur cinq et a écrit : 

« Les compositions originales de Jones sont aussi élégantes que les standards consacrés, et toutes ses reprises sont fraîches. Les premières témoignent de son art, les secondes de ses dons de styliste, et les deux se combinent pour faire de Day Breaks un testament satisfaisant de sa musicalité en constante évolution. »

Glenn Gamboa de Newsday attribue la note « A » à l'album, le qualifiant de « nouveau chef-d'œuvre », tandis que Jim Farber de Entertainment Weekly a attribué la note « A- » à l'album : « depuis ses débuts envoûtants, elle n'a jamais semblé aussi engagée ».

#### Distinctions
| Périodique           | Place | Liste                           |
| -------------------- | ----- | ------------------------------- |
| Entertainment Weekly | 25    | Les 50 Meilleurs Albums de 2016 |
| Rolling Stone        | 46    | Les 50 Meilleurs Albums de 2016 |

### Accueil commercial
Day Breaks a débuté à la deuxième place du Billboard 200 aux États-Unis (derrière Revolution Radio de Green Day), avec 47 000 unités d'album équivalentes vendues ; il s'est vendu à 44 000 exemplaires au cours de sa première semaine, le reste de son total d'unités reflétant l'activité en flux de l'album et les ventes de titres, marquant ainsi son sixième album à atteindre les cinq premières places du Billboard 200. Il s'agit d'une baisse considérable par rapport au succès de ses albums précédents Little Broken Hearts (2013) et The Fall (2009), qui ont démarré avec des ventes de 110 000 et 180 000 unités, respectivement. 
L'album entre directement à la première place du classement des albums de jazz aux États-Unis, ce qui en fait le deuxième album de Norah Jones à atteindre la première place de ce classement.

## Liste des titres
Tous les titres sont produits par Norah Jones et Eli Wolf, et coproduits par Sarah Oda.
| Édition standard, | Édition standard,                    | Édition standard,      | Édition standard, | Édition standard, | Édition standard, | Édition standard, | Édition standard, | Édition standard, | Édition standard, |
| No                | Titre                                | Auteur                 | Durée             |                   |                   |                   |                   |                   |                   |
| ----------------- | ------------------------------------ | ---------------------- | ----------------- | ----------------- | ----------------- | ----------------- | ----------------- | ----------------- | ----------------- |
| 1.                | Burn                                 | Norah Jones, Sarah Oda | 4:38              |                   |                   |                   |                   |                   |                   |
| 2.                | Tragedy                              | Jones, Oda             | 4:14              |                   |                   |                   |                   |                   |                   |
| 3.                | Flipside                             | Jones, Peter Remm      | 3:41              |                   |                   |                   |                   |                   |                   |
| 4.                | It's a Wonderful Time for Love       | Jones, Oda             | 3:53              |                   |                   |                   |                   |                   |                   |
| 5.                | And Then There Was You               | Jones, Remm            | 3:05              |                   |                   |                   |                   |                   |                   |
| 6.                | Don't Be Denied                      | Neil Young             | 5:36              |                   |                   |                   |                   |                   |                   |
| 7.                | Day Breaks                           | Jones, Remm            | 3:57              |                   |                   |                   |                   |                   |                   |
| 8.                | Peace                                | Horace Silver          | 5:15              |                   |                   |                   |                   |                   |                   |
| 9.                | Once I Had a Laugh                   | Jones                  | 3:12              |                   |                   |                   |                   |                   |                   |
| 10.               | Sleeping Wild                        | Oda                    | 3:07              |                   |                   |                   |                   |                   |                   |
| 11.               | Carry On                             | Jones                  | 2:48              |                   |                   |                   |                   |                   |                   |
| 12.               | Fleurette Africaine (African Flower) | Duke Ellington         | 5:21              |                   |                   |                   |                   |                   |                   |
| 48:47             |                                      |                        |                   |                   |                   |                   |                   |                   |                   |

| Pistes bonus Target | Pistes bonus Target                                                               | Pistes bonus Target | Pistes bonus Target | Pistes bonus Target | Pistes bonus Target | Pistes bonus Target | Pistes bonus Target | Pistes bonus Target | Pistes bonus Target |
| No                  | Titre                                                                             | Auteur              | Durée               |                     |                     |                     |                     |                     |                     |
| ------------------- | --------------------------------------------------------------------------------- | ------------------- | ------------------- | ------------------- | ------------------- | ------------------- | ------------------- | ------------------- | ------------------- |
| 13.                 | Carry On (Live at the Flynn Center for the Performing Arts (Burlington, VT, 2016) | Jones               | 2:37                |                     |                     |                     |                     |                     |                     |
| 14.                 | Flipside (Live at the Newport Jazz Festival (2016)                                | Jones, Remm         | 4:39                |                     |                     |                     |                     |                     |                     |
| 15.                 | Peace (Live at the Newport Jazz Festival (2016)                                   | Silver              | 4:12                |                     |                     |                     |                     |                     |                     |
| 16.                 | Don't Know Why (Live at the Newport Jazz Festival (2016)                          | Jesse Harris        | 3:36                |                     |                     |                     |                     |                     |                     |
| 63:51               |                                                                                   |                     |                     |                     |                     |                     |                     |                     |                     |

## Crédits
| Musiciens - Norah Jones – chant et piano (toutes les pistes), orgue Hammond B3 et Wurlitzer (piste 3), guitare électrique (6) - Peter Remm – Hammond B3 (1, 2, 6, 7), guitare électrique (7) - Tony Scherr – guitare électrique (1, 6), chœurs (6) - Wayne Shorter – saxophone sopranino (1, 8), soprano (7, 12) - John Patitucci – contrebasse (1, 8, 12) - Chris Thomas – guitare basse (2, 3, 7), contrebasse (4, 5, 10, 11), guitare électrique (7) - Brian Blade – batterie (except 6, 9) - Daniel Sadownick – percussion (2, 3) - Lonnie Smith – Hammond B3 (3), chœurs (11) - Jon Cowherd – Hammond B3 (11) plus sur les pistes 5, 7 et 10 - Dan Iead – guitare pedal steel (7) - Katie Kresek, Max Moston – violon - Todd Low – alto - Dave Eggar – violoncelle, arrangements des cordes - Tony Maceli – basse - Chuck Palmer – arrangements et direction des cordes - Phil Faconti – orchestration, copiste | plus sur les pistes 6 et 9 - Leon Michels – saxophone ténor - Dave Guy – trompette - J. Walter Hawkes – trombone - Vicente Archer – contrebasse - Karriem Riggins – batterie - Sasha Dobson, Sarah Oda, Catherine Popper, Petter Ericson Stakee – chœurs (6) sur les pistes bonus 13 et 16 - Norah Jones – chant, piano - Pete Remm – Hammond B-3 - Jason Abraham Roberts – guitare - Josh Lattanzi - basse, chœurs - Greg Wieczorek - batterie, chœurs sur les pistes bonus 14, 15 - Norah Jones – chant, piano - Pete Remm – Hammond B-3 - Chris Thomas - basse - Brian Blade - batterie - Tarriona 'Tank' Ball and Anjelika 'Jelly' Joseph - chœurs | Technique - Norah Jones, Eli Wolf – production - Sarah Oda – co-production - Ted Tuthill – ingénieur du son (aux Sear Sound Studios, NYC, enregistrements additionnels au Brooklyn Recording, Brooklyn) - Owen Mulholland – assistant de l'ingénieur du son - Tom Elmhirst – mixage audio (aux Electric Lady Studios, NYC) - Joe Visciano – assistant de mixage - Cameron Alexander, Brandon Bost, Jeff Citron, Adam Tilzer – assistants studio - Greg Calbi – mastering (au Sterling Sound, NYC) - Marcela Avelar – direction artistique - Danny Clinch – photographie |

## Classements et certifications
| Classement (2016–19)               | Meilleure position |
| ---------------------------------- | ------------------ |
| Allemagne (Media Control AG)       | 3                  |
| Australie (ARIA)                   | 4                  |
| Australie (Jazz & Blues Albums)    | 1                  |
| Autriche (Ö3 Austria Top 40)       | 2                  |
| Belgique (Flandre Ultratop)        | 3                  |
| Belgique (Wallonie Ultratop)       | 2                  |
| Canada (Canadian Albums)           | 6                  |
| Corée du Sud (Gaon)                | 17                 |
| Corée du Sud (Gaon International)  | 1                  |
| Danemark (Tracklisten)             | 10                 |
| Finlande (Suomen virallinen lista) | 34                 |
| France (SNEP)                      | 3                  |
| Écosse (OCC)                       | 9                  |
| Espagne (Promusicae)               | 14                 |
| États-Unis (Billboard 200)         | 2                  |
| États-Unis (Top Jazz Albums)       | 1                  |
| Grèce (IFPI)                       | 14                 |
| Hongrie (Mahasz)                   | 35                 |
| Irlande (IRMA)                     | 18                 |
| Italie (FIMI)                      | 7                  |
| Japon (Billboard Hot Albums)       | 5                  |
| Japon (Top Jazz Albums Sales)      | 1                  |
| Japon (Oricon)                     | 4                  |
| Japon (International Albums)       | 1                  |
| Norvège (VG-lista)                 | 23                 |
| Nouvelle-Zélande (RIANZ)           | 2                  |
| Pays-Bas (Mega Album Top 100)      | 8                  |
| Pologne (ZPAV)                     | 8                  |
| Portugal (AFP)                     | 6                  |
| Royaume-Uni (UK Albums Chart)      | 9                  |
| Royaume-Uni (Jazz & Blues Albums)  | 2                  |
| Suède (Sverigetopplistan)          | 12                 |
| Suède (Jazz Albums)                | 1                  |
| Suisse (Schweizer Hitparade)       | 1                  |

| Classement (2016)                 | Position |
| --------------------------------- | -------- |
| Allemagne (Offizielle Top 100)    | 76       |
| Australie (Jazz & Blues Albums)   | 1        |
| Autriche (Ö3 Austria)             | 26       |
| Belgique (Flandre Ultratop)       | 38       |
| Belgique (Wallonie Ultratop)      | 60       |
| Corée du Sud (Gaon International) | 23       |
| États-Unis (Top Jazz Albums)      | 2        |
| France (SNEP)                     | 86       |
| Japon (Oricon)                    | 84       |
| Nouvelle-Zélande (RMNZ)           | 25       |
| Suisse (Schweizer Hitparade)      | 58       |

| Classement (2017)               | Position |
| ------------------------------- | -------- |
| Australie (Jazz & Blues Albums) | 3        |
| Belgique (Flandre Ultratop)     | 186      |
| États-Unis (Top Jazz Albums)    | 1        |

| Classement (2018)               | Position |
| ------------------------------- | -------- |
| Australie (Jazz & Blues Albums) | 9        |

| Classement (2019)               | Position |
| ------------------------------- | -------- |
| Australie (Jazz & Blues Albums) | 28       |

### Certifications et ventes
| Région                                                                  | Certification | Ventes/Streams |
| ----------------------------------------------------------------------- | ------------- | -------------- |
| Autriche (IFPI)                                                         | Platine       | 15 000*        |
| France (SNEP)                                                           | Or            | 50 000‡        |
| Pologne (ZPAV)                                                          | Platine       | 20 000‡        |
| Résumé                                                                  |               |                |
| Monde                                                                   |               | 600 000        |
| *Ventes selon la certification ‡ventes/streaming selon la certification |               |                |

## Historique de sortie
| Région | Date            | Format(s)                  | Label     | Réf.   |
| ------ | --------------- | -------------------------- | --------- | ------ |
| Monde  | 7 octobre 2016  | - CD - téléchargement - LP | Blue Note | [ 79 ] |
| Monde  | 21 octobre 2016 | Streaming                  | Blue Note |        |